# Сельское озеро
Сельское — озеро в западной части Тверской области, расположенное на территории Речанского сельского поселения Торопецкого района. Принадлежит бассейну Западной Двины.
Расположено на высоте 174,8 метра над уровнем моря. Озеро длинное и узкое. Длина с запада на восток около 6,2 км, ширина до 0,6 км. Площадь водной поверхности — 2,98 км². В озеро впадают несколько мелких ручьёв, с юго-востока втекает река Морожа. Западная часть озера соединяется с Торопой.
Населённых пунктов на берегу озера нет. К юго-востоку расположены озёра Устинец и Псовец.